# Пол Татул (молодший)
Пол Майкл Татул (англ. Paul Michael Teutul, народився 2 жовтня 1974) — одна із зірок американського реаліті-шоу American Chopper . Він почав працювати на свого батька Пола Джона Татула в компанії OCC (Orange County Choppers). Пол був головним дизайнером і виробником . Він є власником компанії Paul Jr. Designs, яка виготовляє мотоцикли на замовлення та продає фірмовий одяг. Разом зі своїм батьком і молодшим братом Майклом вони стали знаменитостями, коли в 2002 році вони потрапили в реаліті-шоу American Chopper на Discovery Channel .
В епізоді American Chopper за 9 квітня 2009 року після розбіжностей з батьком і діловим партнером Пол був звільнений. Пізніше вони спробували залагодити свої розбіжності, і він повернувся працювати в OCC. Епізод від 30 квітня 2009 року показує, що Пол зрештою вирішив добровільно припинити свою роботу як штатного співробітника. У наступних епізодах він повернувся до OCC як консультант, допомагаючи з виготовленням мотоциклів, коли його батька не було в магазині, а також коли виникала потреба в додатковій робочій силі.

## Paul Jr. Designs
Пол відкрив власну дизайнерську фірму Paul Jr. Designs (PJD), а в 2009 році розробив парк для собак у Монтгомері, Нью-Йорк . Його першим дизайном продукту був гриль у 2010 році. 4 лютого 2010 року в епізоді American Chopper Пол представив лінію іграшок для собак.
У середині квітня 2010 року журнал TMZ повідомляв, що Пол планує розпочати власний мотоциклетний бізнес, щоб конкурувати з OCC. У звіті йдеться, що він залучає кількох колишніх співробітників OCC, включаючи Майкла Татула, Вінні ДіМартіно, Джо Пуліафіко та Роберта Колларда. Дочекавшись коли сплине однорічна заборона на конкуренцію з Orange County Choppers, Пол почав будувати мотоцикли в PJD, які представлені в новій серії American Chopper: Senior vs. Junior на Discovery Channel. Зараз компанія конкурує безпосередньо з OCC. Колишній співробітник OCC Коді Коннеллі також приєднався до PJD.

## Особисте життя
20 серпня 2010 року Пол одружився з Рейчел Бістер. 3 лютого 2015 року його дружина народила сина Хадсона Севена Татула.